# I Think We’re Alone Now
"I Think We're Alone Now" to piosenka napisana przez Ritchiego Cordella w 1967 dla grupy Tommy James & the Shondells. Piosenka została ponownie nagrana 20 lat później przez Tiffany.

## Wersja Tommy James
Piosenka dotarła do #4 miejsca Billboard Hot 100 w 1967, w zestawieniu spędziła 17 tygodni.

## WersjaTiffany
Wersja Tiffany z 1987 spędziła dwa tygodnie na 1 miejscu Billboard Hot 100 i trzy tygodnie na #1 miejscu UK Singles Chart.

### Listy przebojów
| Chart (1987/1988)                               | Peak position |
| ----------------------------------------------- | ------------- |
| UK Singles Chart                                | 1             |
| US Billboard Hot 100                            | 1             |
| Dutch Singles Chart                             | 2             |
| US Billboard Hot Dance Music/Maxi-Singles Sales | 7             |
| French Singles Chart                            | 9             |
| Swiss Singles Chart                             | 10            |
| German Singles Chart                            | 14            |
| Austrian Singles Chart                          | 24            |
| US Billboard Hot Dance Music/Club Play          | 26            |

## Wersja Girls Aloud
Wersja Girls Aloud jest drugim singlem z albumu The Sound of Girls Aloud. Premiera w Wielkiej Brytanii odbyła się 18 grudnia 2006.

### Listy Przebojów
Singiel do tej pory sprzedał się na Wyspach Brytyjskich w 52 000 kopii.
| Chart (2006)         | Peak position |
| -------------------- | ------------- |
| UK Singles Chart     | 4             |
| Poland Charts        | 9             |
| Irish Singles Chart  | 11            |
| Estonia Single Chart | 12            |